# Dreiherrenstein-Eschenberg-Kreutzerberg
Dreiherrenstein-Eschenberg-Kreutzerberg sind die namengebenden Berge eines Naturschutzgebiets im nordhessischen Werra-Meißner-Kreis, das sich entlang der Landesgrenze zu Thüringen erstreckt. Die von steilen Hängen, Felsen und Bergstürzen geprägten Berge besitzen naturnahe Buchenwälder, Felsfluren, Feuchtwiesen und extensiv bewirtschaftete Offenlandbereiche. Als national bedeutsam für den Schutz bestandsgefährdeter Tier- und Pflanzenarten der Kalkbuchenwälder eingestuft, wurde der Bereich im Frühjahr 1998 zum Naturschutzgebiet erklärt und später, als ein Teilbereich des Fauna-Flora-Habitat-Gebiets „Kalkberge bei Röhrda und Weißenborn“, in dem europaweiten Netz von Schutzgebieten „Natura 2000“ verankert. Von besonderem Interesse für den Naturschutz sind die Flächen als Wuchsorte seltener Pflanzengesellschaften, die einen großen floristischen Reichtum aufweisen.

## Lage
Das Naturschutzgebiet befindet sich  in den Gemarkungen von Rambach, einem Ortsteil der Gemeinde Weißenborn und Rittmannshausen, einem Ortsteil der Gemeinde Ringgau im Werra-Meißner-Kreis. Mit dem zu Thüringen gehörenden Heldrastein und der westlich angrenzenden Graburg bildet das Gebiet den Nordabfall des Ringgaus.
Von dem im Norden gelegenen Dreiherrenstein (478 m) setzt sich der geschützte Bereich, über das Tal der Schöddel, süd- und westwärts zum Eichenberg (450 m), Eschenberg (450 m), dessen Gipfel in Thüringen liegt, Sauberg (422 m) und Kreutzerberg (450 m) bis zu den Hängen des Stückbergs im Westen fort. Die Fläche der Rambacher Sandgrube, eine ehemalige Kalksandsteingrube nordöstlich der Gemeinde Rambach, wurde in das Naturschutzgebiet integriert.
Das Schutzgebiet gehört zum „Geo-Naturpark Frau-Holle-Land“. In der naturräumlichen Gliederung Deutschlands, die auf der Geografischen Landesaufnahme des Instituts für Landeskunde Bad Godesberg basiert, liegt das Naturschutzgebiet in einem Bereich, in dem das Treffurt-Wanfrieder Werratal (358.1) des Unteren Werraberglands (358), der Schlierbachswald (357.91) des Fulda-Werra-Berglands (357) und der Nördliche  Ringgau (483.43), eine Teileinheit der Nordwestlichen Randplatten des Thüringer Beckens (483) aufeinandertreffen.

## Geologie
Der Ringgau gehört zu den westlichen Ausläufern der Muschelkalkplatten, die das Thüringer Becken umranden. Diese erstrecken sich vom Nordwesten Thüringens bis nach Hessen. Die Werra trennte einst den Ringgau von seinem ursprünglichen Gesteinsverband ab und schuf mit ihm einen Zeugenberg, der in seinem Zentrum durch einen tektonischen Grabenbruch zerschnitten wird. Die lang gestreckte „Netra-Ifta-Talung“, in der im Westen die Netra zur Sontra und im Osten die Ifta zur Werra fließen, teilt den Ringgau in einen nördlichen und südlichen Bereich.
Der Muschelkalk des Ringgaus ist aus den Ablagerungen eines Flachmeeres, vor mehr als zweihundert Millionen Jahren entstanden. In der Zeit des Erdmittelalters war die Region von einem tropischen bis subtropischen Randmeer bedeckt. In dem übersalzenen Wasser konnte nur eine relativ artenarme, von Muscheln dominierte Weichbodenfauna bestehen. Der Obere und der Untere Wellenkalk bildeten gemeinsam im Unteren Muschelkalk dickbankige Gesteinsschichten. Die Schichtstufen und Steilhänge sind aus diesen Gesteinen aufgebaut. Den Muschelkalk unterlagern tonige Schichten des Oberen Buntsandsteins, in denen auch Gipseinlagerungen vorhanden sind. Diese Schichten nehmen vor allem in niederschlagsreichen Zeiten aus dem klüftigen Kalkstein Regen- oder Tauwasser auf und können in feuchtem Zustand breiartig und fließfähig werden. Der Untergrund unter dem Kalkstein wird dann instabil und große Felsbereiche lösen sich ab. Die markanten Felsenbereiche der Berge sind solche Abrissflächen der Muschelkalkscholle.

## Kulturhistorische Bedeutung

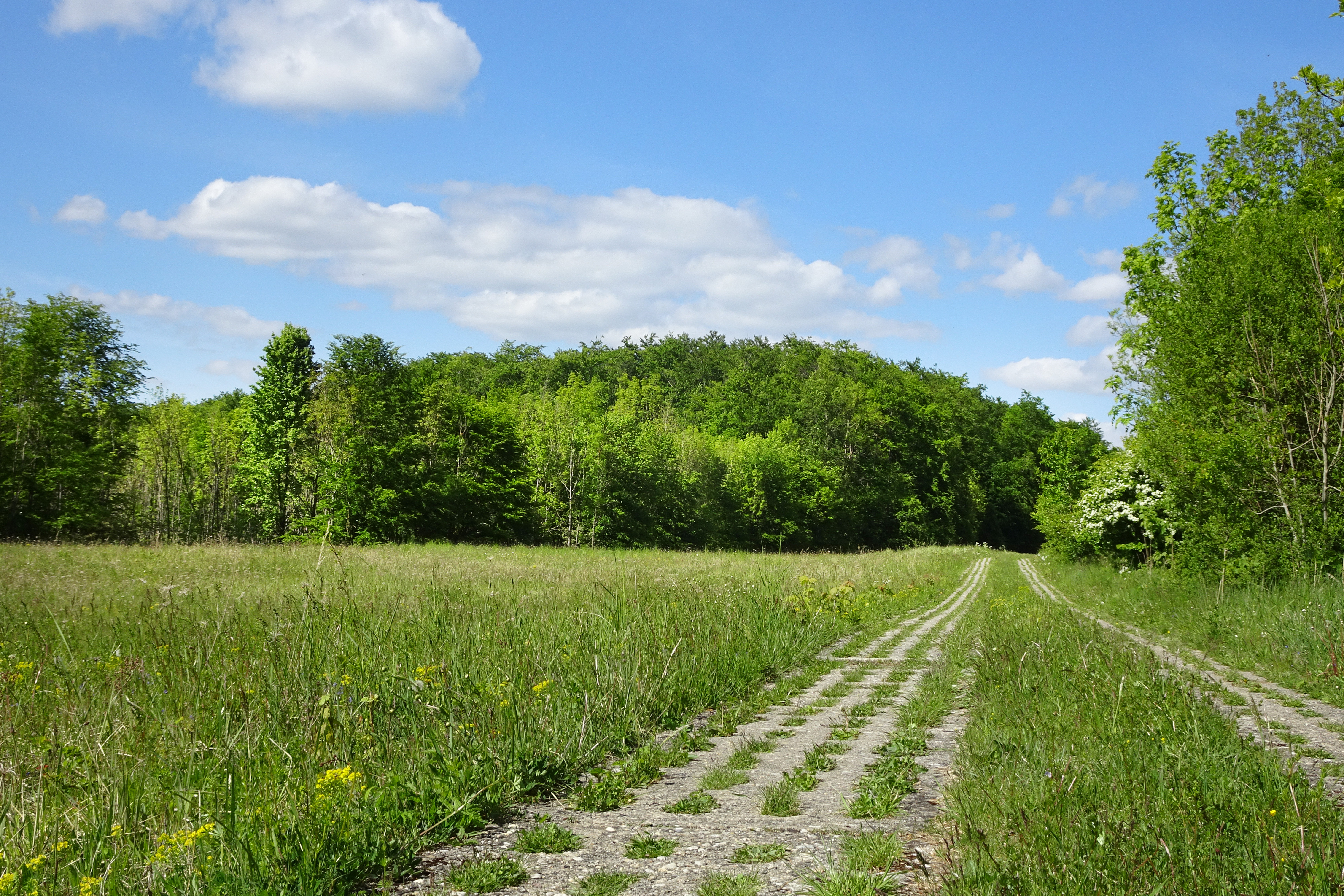
Mit dem Kolonnenweg und dem bis zu einhundert Meter breitem, abgeholzten Geländestreifen sind noch Relikte der ehemaligen innerdeutschen Grenze gegenwärtig. Der Gipfel des Eschenbergs (im Hintergrund) liegt in Thüringen.

Der Bereich war nahezu immer Grenzland. Auf dem Dreiherrenstein, dem Steilhangausläufer des Heldrasteins, stießen Herrschaftsbereiche aufeinander, die im Laufe der Jahrhunderte vielfach Namen und Besitzer wechselten. Ein noch erhaltener Grenzstein trägt die eingemeißelten Initialen und Wappen dreier ehemaligen deutschen Länder, deren Grenzen sich auf dem Dreiherrenstein trafen: KH und hessischer Löwen für das Kurfürstentum Hessen, KP und preußischer Adler für das Königreich Preußen und SWE und Sächsisches Stammwappen für das Großherzogtum Sachsen-Weimar-Eisenach.
Ein Gedenkstein auf dem Dreiherrenstein erinnert auch an die ehemalige innerdeutsche Grenze, die auch der „Eiserne Vorhang“ zwischen den Machtblöcken des Warschauer Paktes und der NATO war. Zeitzeugnisse der deutsch-deutschen Grenzgeschichte sind mit dem ehemaligen Kolonnenweg und den noch vorhandenen Relikten gegenwärtig.
Seit dem Mittelalter wurde in der Rambacher Sandgrube ein Sandsteinvorkommen ausgebeutet. Das zerkleinerte Material wurde landesweit als Scheuersand oder Stubenstreusand verkauft. Der Sand wurde auf die Holzdielen geschüttet und beim Abfegen nahm er den Schmutz mit. Mit dem Aufkommen chemischer Reinigungsmittel, die den Scheuersand an Wirksamkeit übertrafen, wurde der Abbau unrentabel und aufgegeben.

## Das Schutzgebiet

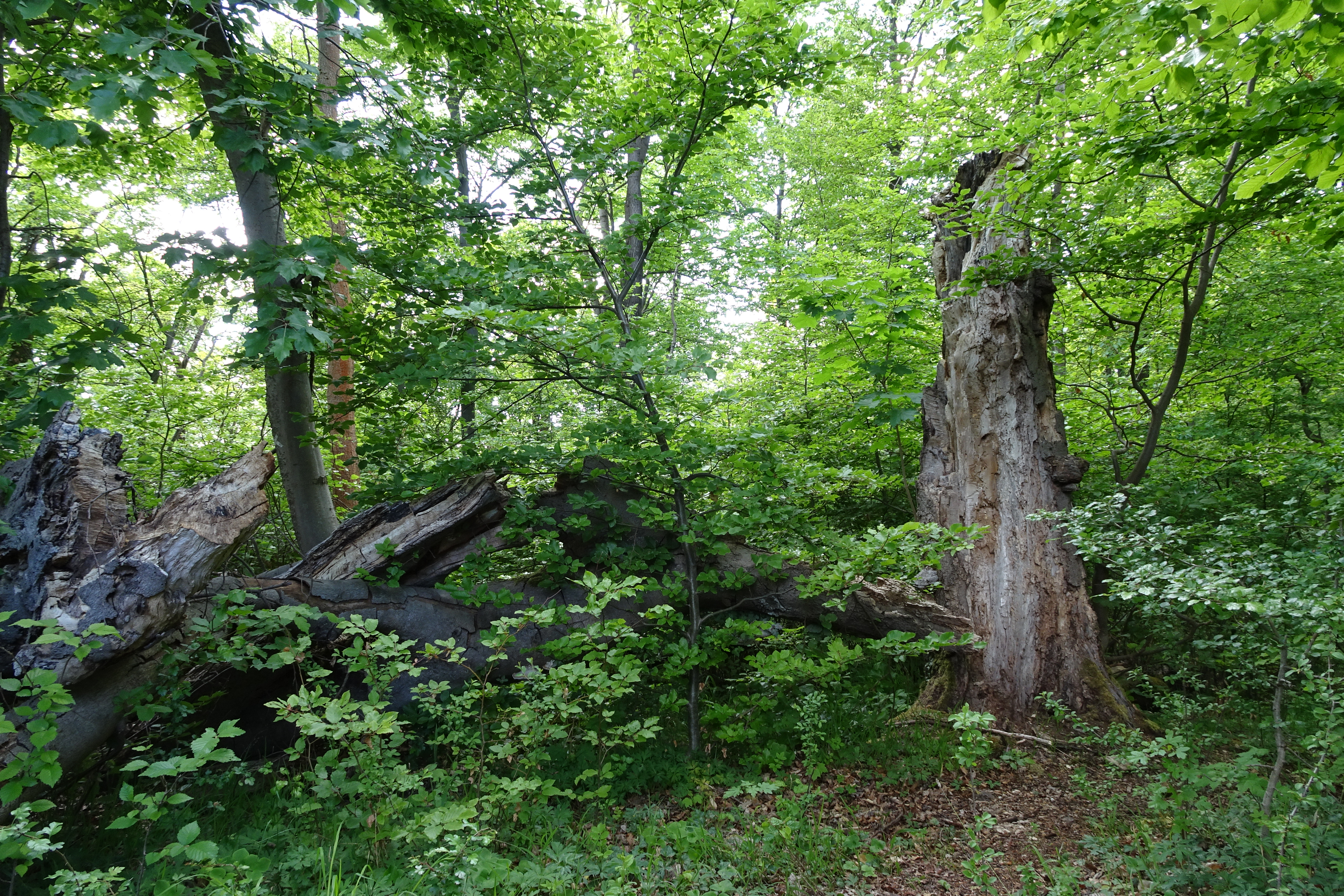
Totholz im Wald am Dreiherrenstein.

- Wälder

Den größten Teil des Schutzgebiets nehmen Buchenwälder ein, die seit langem naturnah bewirtschaftet werden. Aus den Beständen werden nur Bäume entnommen, die einen bestimmten Mindestdurchmesser haben, um sie als hochwertiges Stammholz in der Säge- und Furnierindustrie weiterzuverarbeiten. In den Wäldern dominieren die Rotbuchen, auch Eschen und der Bergahorn sind regelmäßig zu finden. Hinzu kommen vereinzelt Stieleiche, Vogelkirsche, Sommerlinde, Bergulme, Spitzahorn und Feldahorn. Die vergleichsweise hohe Zahl von Elsbeeren in Teilbereichen der ehemaligen Niederwälder wird als besonders auffallend angesehen. Als eine Besonderheit wird auch das flächige Vorkommen der Eibe im Bereich der Kalkfelsen und Abbruchkanten gewertet. Die älteren Buchenbestände des Gebiets sind meist zwei- bis mehrschichtig aufgebaut. Flächen von einschichtigem, hallenartigem Charakter kommen in nennenswerter Größe nicht vor.
Die Waldflächen befinden sich im privaten und kommunalen Besitz, knapp die Hälfte gehören dem Land Hessen. Zuständig für Pflege- und Entwicklungsmaßnahmen ist das Forstamt Wehretal, das auch weitgehend den Privat- und Kommunalwald betreut. Im Bereich des Naturschutzgebiets ist in den Verordnungen eine Beibehaltung der naturnahen Bewirtschaftung der Wälder vorgeschrieben, die längerfristig in einen dauerwaldähnlichen Zustand überführt werden sollen. Das urwüchsige Durcheinander soll ein Mosaik mit heimischen Laubbäumen aller Altersklassen entstehen lassen. Die Naturschutzleitlinie von Hessen-Forst sieht auch ein flächendeckendes Netz von Bäumen mit Höhlen, Astabbrüchen oder Konsolenpilzen vor, die als Habitatbäume Alt- und Totholzbewohnern Lebensräume anbieten können.
- Vegetation

Als eine Besonderheit in Hessen gelten die drei Blaugrashalden, die die steilen Oberhänge des Eschenbergs und des Dreiherrensteins besiedeln. Diese natürlich entstandenen Bereiche beherbergen ein vielfältiges Gemisch aus submediterranen, subkontinentalen und präalpinen Pflanzenarten. Alle drei, der zur sogenannten „Steppenheide“ zu rechnenden Gesellschaften, gelten als sehr alt und ursprünglich. Einige der präalpinen Arten dürften schon in der Eiszeit bis hierher vorgedrungen sein, während die submediterranen und kontinentalen Arten Zugang in Wärmezeiten der Spät- und Nacheiszeit fanden. Diese Gesellschaften, die Relikte aus Vorzeiten enthalten, sollen in Hessen nur im Werragebiet verbreitet vorkommen. Bedeutung verleihen den Kalkhängen des Werralandes auch Pflanzen, die hier die Nord- bis Nordwestgrenze ihrer natürlichen Verbreitung erreichen. Zu ihnen gehören Kalkaster, Erd-Segge, Berg-Kronwicke und Scheiden-Kronwicke.
Die große Anzahl verschiedener Orchideenarten, die auf den basenreichen Böden der Kalkmagerrasen und Kalkbuchenwälder wachsen, wird als außergewöhnlich angesehen. Auch sie begründen die besondere Schutzwürdigkeit. Im Gebiet vertreten sind: Weißes und Rotes Waldvöglein, Geflecktes und Breitblättriges Knabenkraut, Rotbraune, Breitblättrige, Kleinblättrige-, Sumpf- und Violette Stendelwurz, Mücken-Händelwurz, Nestwurz, Fliegen-Ragwurz, Stattliches, Blasses und Purpur-Knabenkraut, Weiße und Grünliche Waldhyazinthe.
Zu den floristischen Besonderheiten gehören auch Buschwindröschen, Traubige Graslilie, Gelb- und Vogelfuß-Segge, Echtes Tausendgüldenkraut, Acker-Rittersporn, Abbiss-Pippau, Wiesen-Augentrost, Fransenenzian, Deutscher Enzian, Leberblümchen, Weiden-Alant, Türkenbund-Lilie, Weinbergs-Traubenhyazinthe und weitere seltene und geschützte Pflanzenarten.
- Fauna

Geschützte Brutvögel, die in dem Schutzgebiet ihren charakteristischen Lebensraum haben, sind Raufußkauz, Uhu, Mittel-, Schwarz- und Grauspecht, Neuntöter und Brachpieper. Sie gehören zu den im Anhang I der Europäischen Vogelschutzrichtlinie aufgeführten Arten für deren Schutz besondere Maßnahmen ergriffen werden müssen, weil sie die aufgrund geringer Bestände, kleiner Verbreitungsgebiete oder wegen ihrer speziellen Habitatsansprüche als vom Aussterben bedroht angesehen werden. Weitere bemerkenswerte Brutvögel sind Bluthänfling, Hohl-, Turtel- und Ringeltaube, Kolkrabe, Dohle, Raubwürger, Steinschmätzer, Waldschnepfe, Dorngrasmücke, Amsel, Sing-, Wacholder- und Misteldrossel.
Die Fledermausarten Großes Mausohr und Kleine Hufeisennase, die im Schutzgebiet ihre Habitate haben, gehören nach der Fauna-Flora-Habitat-Richtlinie zu den „Tier- und Pflanzenarten von gemeinschaftlichem Interesse“ die streng geschützt werden müssen. Die Population der Kleinen Hufeisennase nutzt seit mehreren Jahren einen künstlichen Stollen in der Rambacher Sandgrube als Winterquartier. Zu den gefährdeten und damit schützenswerten Arten die im Gebiet leben, gehören auch Abendsegler, Braunes Langohr und Wasserfledermaus.
Von den rund zwanzig nachgewiesenen Tagfaltern zählen Schwalbenschwanz, Kaisermantel, Großer Schillerfalter, Kleiner Eisvogel, Trauermantel, Waldteufel und Mauerfuchs nach der „Roten Liste“ Hessens zu den Arten, die stark gefährdet sind oder deren Anzahl bereits merklich zurückgegangen ist.

## Unterschutzstellung

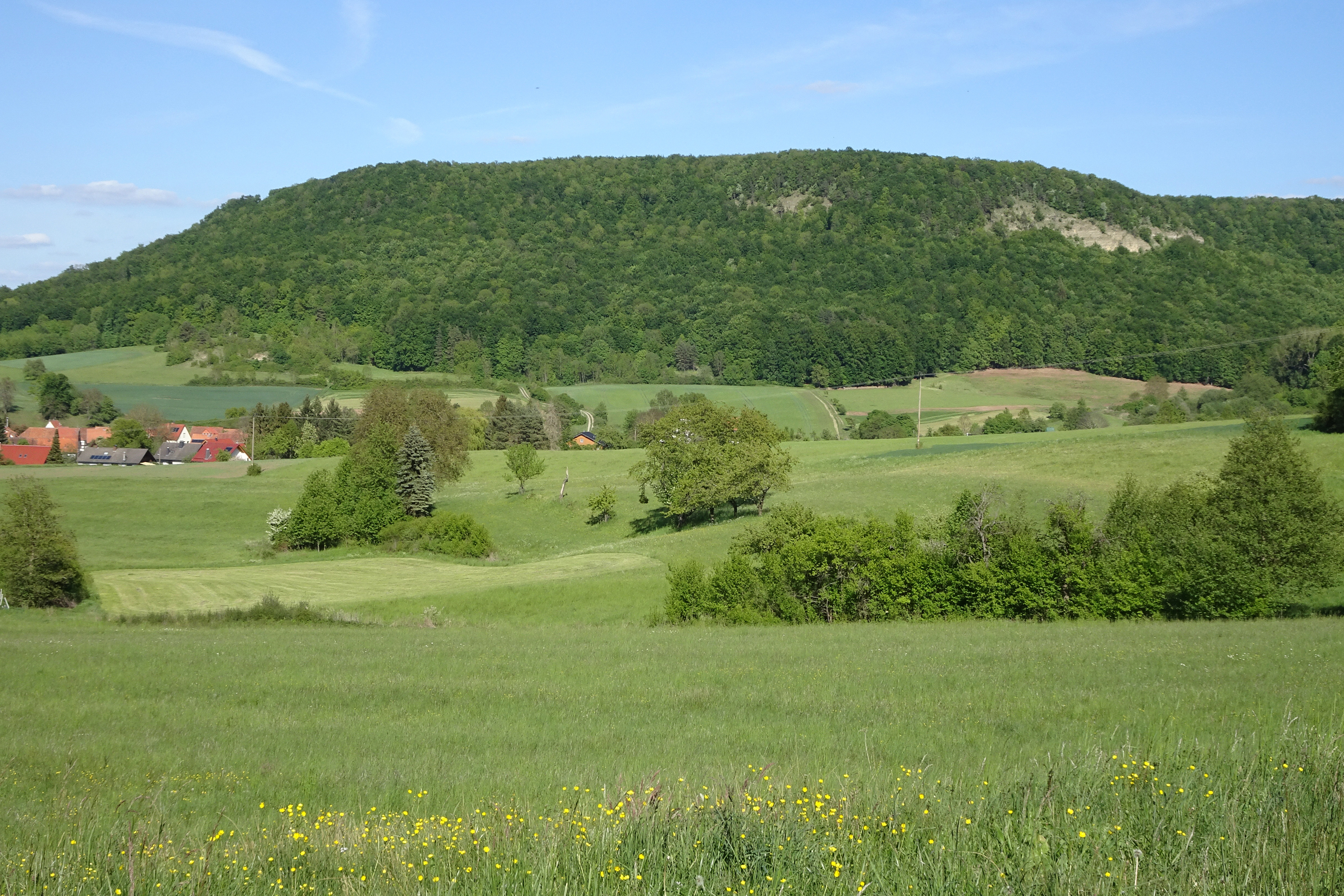
Die Westseite des Eschenbergs mit den markanten, weithin sichtbaren Felsbereichen.

- Naturschutzgebiet

Mit Verordnung der Oberen Naturschutzbehörde beim Regierungspräsidium Kassel vom 9. Februar 1998, die am Tage nach der Verkündung im Hessischen Staatsanzeiger vom 2. März 1998 in Kraft trat, wurden die Waldflächen im Bereich des Dreiherrensteins, Eschenbergs, Kreutzerbergs und Stückbergs zum Naturschutzgebiet erklärt. Das Schutzziel war, „eine für die Landschaft typische und in vielen Bereichen naturnah ausgebildete Waldgesellschaft zu bewahren“ um „die im Gebiet vorkommenden, zum Teil seltenen und gefährdeten, wärmeliebenden Pflanzengesellschaften zu erhalten.“ Die Streuobstwiesen und Grünlandflächen am Rand der Wälder wurden als „Lebensraum vieler, zum Teil auch gefährdeter und seltener Pflanzen- und Tierarten“ mit in das Naturschutzgebiet integriert. Das Naturschutzgebiet ist 206,3 Hektar groß, hat die nationale Kennung 1636036 und den WDPA-Code 318304.
- Fauna-Flora-Habitat-Gebiet

Mit der westlich angrenzenden Graburg und dem Bereich um den 488,2 m hohen Schieferstein im Westen der Graburg bildet das Naturschutzgebiet „Dreiherrenstein-Eschenberg-Kreutzerberg“ das Fauna-Flora-Habitat-Gebiet „Kalkberge bei Röhrda und Weißenborn“. Die Festsetzung der Gebietsgrenzen und der Erhaltungsziele erfolgte mit der „Verordnung über die Natura 2000-Gebiete in Hessen“ vom 16. Januar 2008. In dem europäisch vernetzten Schutzgebietssystem Natura 2000 hat das FFH-Gebiet mit einer Größe von 634 Hektar die Nummer 4826-305 und den WDPA-Code 555520190.
Die große biologische Vielfalt des Natura 2000-Gebiets zeigen die Vorkommen von zwölf Lebensraumtypen, die als von gemeinschaftlichem Interesse gelten und für deren Erhaltung besondere Schutzgebiete ausgewiesen werden müssen. Drei dieser Lebensraumtypen wurden als prioritär eingestuft, was heißt, dass sie vom Verschwinden bedroht sind und eine besondere Verantwortung für ihre Erhaltung besteht. Mit ausschlaggebend für die Ausweisung zum FFH-Gebiet war auch das Vorkommen der Fledermausarten Großes Mausohr und Kleine Hufeisennase sowie der Orchidee Frauenschuh. Sie sind nach dem Anhang II der FFH-Richtlinie stark gefährdete und streng geschützte Arten, für die ebenfalls besondere Schutzgebiete ausgewiesen werden müssen.
- Nationales Naturmonument „Grünes Band Hessen“

Mit dem Gesetz über das Nationale Naturmonument „Grünes Band Hessen“, das der Hessische Landtag im Januar 2023 beschlossen hatte, wurde das Naturschutzgebiet vollständig in das Naturschutzprojekt integriert. In dem, in drei Zonen aufgeteilten Grünen Band, liegen die Flächen des Dreiherrensteins, Eschenbergs, Kreutzerbergs und Stückbergs innerhalb der Zone I, das die „unbeeinflusste, natürliche Dynamik der Ökosysteme mit ihren Zusammenbruchs- und Pionierphasen und der dazugehörigen Fauna und Flora“ sichern soll.
Das Naturschutzgebiet „Dreiherrenstein-Eschenberg-Kreutzerberg“ zählt mit dem östlich angrenzenden thüringischen Naturschutz- und Natura 2000-Gebiet „Mertelstal - Heldrastein“, dessen Zweck ebenfalls die Erhaltung der naturnahen Buchenwälder sowie der Schutz der durch Bergstürze entstandenen Abrisswände ist, zu einem bedeutsamen Teil des Biotopverbundes „Grünes Band“, das zahlreiche seltene Lebensräume entlang der ehemaligen innerdeutschen Grenze miteinander verbindet und zur Erhaltung der biologischen Vielfalt beitragen soll.

## Touristische Erschließung

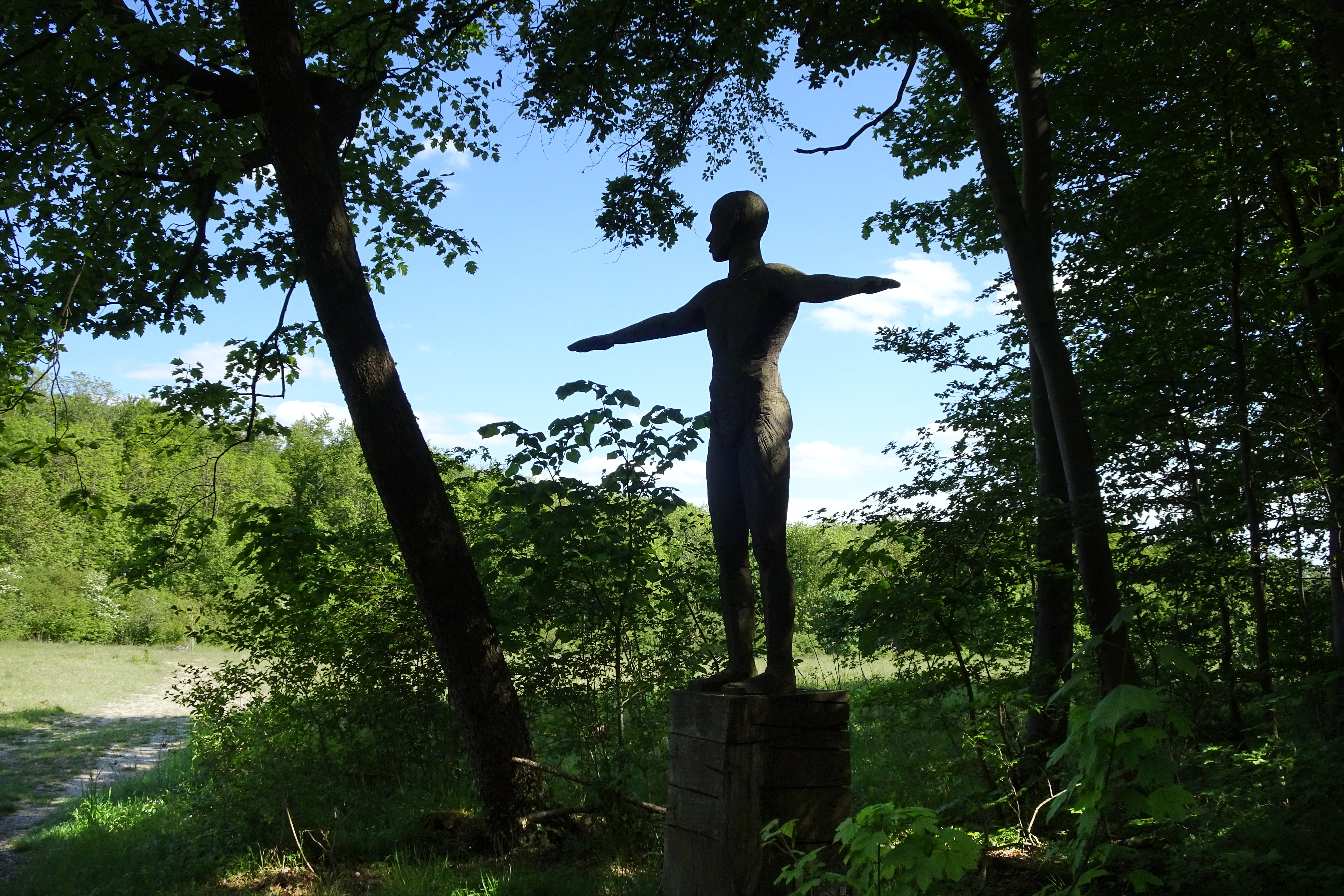
Kunst am Wanderweg: „Mann in Balance“ von Cornelia Brader (Memmingen).

- Das Schutzgebiet kann über Wirtschafts- und Wanderwege von Rambach, Rittmannshausen und Heldra aus begangen werden.
- Über den gesamten Höhenzug führen auf gleichem Weg die Fernwanderwege „Hessenweg 8“ des Wanderverbandes Hessen, X8, auch „Barbarossaweg“ genannt und „Weg der deutschen Einheit“. Der Kunstwanderweg „Ars Natura“[18], der mit seiner Freiluftgalerie Erholung durch Wandern und intensives künstlerisches Erlebnis zusammenwirken lassen will, verläuft ebenfalls auf dieser Strecke.
- Von dem Waldparkplatz Rambach, an der Landesstraße 3300 von Rambach nach Rittmannshausen, können diese Etappen begonnen und am Dreiherren- oder Heldrastein beendet werden.